# Courcelles (Loiret)
Courcelles – miejscowość i gmina we Francji, w Regionie Centralnym, w departamencie Loiret.
Według danych na rok 1990 gminę zamieszkiwało 248 osób, a gęstość zaludnienia wynosiła 39 osób/km² (wśród 1842 gmin Regionu Centralnego Courcelles plasuje się na 892. miejscu pod względem liczby ludności, natomiast pod względem powierzchni na miejscu 1312.).